# Pouteria cladantha
Pouteria cladantha là một loài thực vật có hoa trong họ Hồng xiêm. Loài này được Sandwith miêu tả khoa học đầu tiên năm 1931.